# Мортье (Эна)
Мортье́ (фр. Mortiers) — коммуна во Франции, находится в регионе Пикардия. Департамент коммуны — Эна. Входит в состав кантона Марль. Округ коммуны — Лан.
Код INSEE коммуны — 02529.

## Население
Население коммуны на 2010 год составляло 207 человек.
| 1962 | 1968 | 1975 | 1982 | 1990 | 1999 | 2010 |
| ---- | ---- | ---- | ---- | ---- | ---- | ---- |
| 289  | 246  | 229  | 199  | 207  | 213  | 207  |

## Экономика
В 2010 году среди 131 человека трудоспособного возраста (15—64 лет) 95 были экономически активными, 36 — неактивными (показатель активности — 72,5 %, в 1999 году было 64,0 %). Из 95 активных жителей работали 77 человек (41 мужчина и 36 женщин), безработных было 18 (11 мужчин и 7 женщин). Среди 36 неактивных 12 человек были учениками или студентами, 11 — пенсионерами, 13 были неактивными по другим причинам.